# James Young (Bürgermeister)
James A. Young (* 1955 oder 1956 in den Vereinigten Staaten) ist ein US-amerikanischer Politiker, der im Jahre 2009 als erster Afroamerikaner Bürgermeister der Stadt Philadelphia im Neshoba County des Bundesstaates Mississippi wurde.

## Leben
Young wurde im Alter von 53 Jahren im Mai 2009 zum Bürgermeister der überwiegend von weißen US-Amerikanern bewohnten Gemeinde gewählt. Er wurde als Gegner des damaligen Amtsinhabers Rayburn Wadell, der bereits dreimal zum Bürgermeister gewählt wurde, als Vertreter der Demokraten durch eine Vorwahl bestimmt. Da die Republikaner keinen Kandidaten stellten, war er somit gewählt. Er trat sein Amt am 3. Juli 2009 an und hat es noch heute (2015) inne.
Die Wahl Youngs war 2009 nicht nur wegen der Rasse des Gewinners etwas Besonderes, sondern auch weil in der Nähe der Stadt im Jahre 1964 drei Aktivisten der Bürgerrechtsbewegung von weißen Bürgern ermordet worden waren. Dieser Fall, die Mississippi-Bürgerrechtsaktivisten-Morde, wurde erst 1967 vor Gericht mit kurzen Gefängnisstrafen gesühnt. Der Anführer der Mitglieder des Ku-Klux-Klan, Edgar Ray Killen, wurde erst im Jahr 2005 zu einer Gefängnisstrafe von 60 Jahren verurteilt.
Young ist ein Prediger der Pfingstlergemeinde und verheiratet. Er war vor seiner Wahl als Angestellter des Neshoba County tätig. Das Paar hat eine Tochter.